# Iperplasia muscolare
L’iperplasia muscolare è il processo biologico che porta alla crescita del volume del muscolo per aumento del numero delle cellule che lo costituiscono, piuttosto che un aumento del volume delle stesse cellule (ipertrofia muscolare).

## Aspetti generali
L'iperplasia muscolare è stata in origine oggetto di analisi come strategia di adattamento per l'aumento del volume muscolare su animali da laboratorio. I critici di questi studi hanno sostenuto che i metodi di valutazione, il danno ottenuto sui muscoli campione, così come la degenerazione delle fibre muscolari, fossero considerati per l'iperplasia osservata. Tuttavia, alcuni studi condotti poco dopo hanno tentato di correggere questi errori metodologici dimostrando ancora l'iperplasia, ovvero l'aumento del numero delle fibre. Diversi studi comparativi tra bodybuilder e powerlifter hanno concluso che la sezione trasversale del muscolo (CSA) delle singole fibre muscolari dei bodybuilder non fosse significativamente maggiore del normale, nonostante questi atleti possedessero muscoli di dimensioni maggiori del normale. Queste rilevazioni indicavano che tali atleti possedessero un maggiore numero totale di fibre muscolari rispetto al normale, e l'iperplasia avrebbe potuto spiegare questo incremento. Tuttavia, un altro studio sull'analisi del bodybuilder concluse che questa categoria di atleti possedesse in realtà lo stesso numero di fibre muscolari del gruppo di controllo, ma muscoli di maggiori dimensioni. Questi risultati suggerirono che la maggiore dimensione muscolare dei bodybuilder fosse dovuto puramente all'ipertrofia muscolare delle fibre piuttosto che all'iperplasia. In uno studio di 12 settimane su uomini sul quale venivano usate le tecniche MRI e biopsia per esaminare l'ipertrofia e il possibile aumento del numero di cellule dopo un programma di allenamento con i pesi, venne osservato un evento di iperplasia sui muscoli bicipiti nonostante l'ipertrofia avesse esercitato il maggiore effetto sull'aumento del volume muscolare. Uno studio sull'iperplasia sui gatti indicò che, per fare in modo che si verificasse questa risposta, l'intensità dell'esercizio dovesse essere sufficiente a reclutare le fibre muscolari di tipo 2. Di fronte a queste evidenze, si sarebbe ipotizzato che solo l'esercizio ad alta intensità potesse causare iperplasia delle fibre muscolari, e che l'esercizio con i pesi dovesse prevedere il reclutamento delle fibre di tipo 2 per fare in modo che tale adattamento si verificasse. Studi successivi osservarono che i powerlifter presentassero un maggiore numero di mionuclei, cellule satellite e fibre di sottile diametro che esprimevano marker della miogenesi, indicando quindi l'iperplasia. Questi effetti sono sembrati aumentati con l'uso di steroidi anabolizzanti, il che dimostra un potenziale meccanismo aggiuntivo indotto dall'uso di steroidi sulla crescita muscolare. Nonostante esistano limitate evidenze a supporto dell'iperplasia nell'uomo, esistono alcuni indizi che suggeriscono come l'iperplasia possa verificarsi come risultato dell'esercizio con i pesi. A causa di questi risultati contrastanti, questo tema continua a rimanere controverso e ulteriori ricerche potrebbero risolvere il dibattito. Anche se l'iperplasia nell'uomo non rappresenterebbe l'adattamento principale per le fibre muscolari, potrebbe risultare un adattamento possibile quando alcune fibre raggiungono un limite nelle dimensioni muscolari. Se l'iperplasia si verifica, questa rappresenterebbe comunque solo un 5-10% dell'aumento del volume cellulare.

### Modalità di formazione dell'iperplasia muscolare
L'evento di iperplasia muscolare può verificarsi in due modi:
- le fibre muscolari di grandi dimensioni possono differenziarsi in due o più fibre più piccole (fiber splitting);[2][11][12]
- mediante l'attivazione delle cellule satellite;[13][14][15][16][17]

Le cellule satellite sono cellule staminali miogeniche, ovvero le cellule staminali del muscolo scheletrico, le quali sono coinvolte nella sua rigenerazione. A seguito di un infortunio, di un allungamento, o di un esercizio particolarmente stressante nel quale sono coinvolte le fibre muscolari, le cellule satellite vengono attivate. Le cellule satellite proliferano (cioè subiscono mitosi o divisione cellulare) e danno origine a nuove cellule mioblastiche (ovvero cellule muscolari immature). Queste nuove cellule mioblastiche possono sia fondersi con una fibra muscolare esistente causando un aumento delle dimensioni della stessa (ipertrofia) oppure possono fondersi con altre per formare una nuova fibra (iperplasia).

### Stretch e iperplasia
In origine, risultati significativi sull'iperplasia muscolare vennero ottenuti applicando un allungamento statico del muscolo con resistenza, un cosiddetto stretch. Il primo studio su questa tecnica venne condotto da Sola et al. (1973). In sintesi la tecnica consisteva nel porre l'ala di un volatile (di solito un pollo o una quaglia) sotto sovraccarico lasciando l'altra a riposo (controllo). Sovraccaricando un'ala (solitamente con un carico pari al 10% del peso del volatile), una parte del carico indotta viene riversato sui muscoli della schiena. Il muscolo che di solito è esaminato è il gran dorsale anteriore o ALD (a differenza degli umani, gli uccelli hanno un gran dorsale anteriore e posteriore). Oltre all'osservazione che le singole fibre risposero con una crescita sotto questo stress, Sola et al. trovarono che questo tipo di sovraccarico determinasse un aumento delle fibre muscolari 16% nel ALD (iperplasia). A seguito del lavoro di Sola, diversi ricercatori riutilizzarono questo disegno di studio. Per esempio, Alway et al. (1989) mostrarono che 30 giorni stretch cronico (ovvero 30 giorni con il peso senza riposo), hanno determinato un aumento della massa muscolare del ALD del 172% e un aumento del 52-75% nel numero di fibre muscolari. Antonio e Gonyea condussero alcuni studi utilizzando gli stessi modelli di sovraccarico. Inoltre, venne introdotto il principio del sovraccarico progressivo in base al quale l'uccello venne inizialmente sovraccaricato con un peso pari al 10% del suo peso, seguito da incrementi del 15%, 20%, 25% e 35% del suo peso. Ogni incremento di peso veniva intervallato da un periodo di riposo di 2 giorni. Lo stretch durò per un totale di 28 giorni. Usando questo modello vennero ottenuti i maggiori guadagni di massa muscolare mai registrati su un animale o modello umano della tensione indotta da un sovraccarico, un aumento fino al 334% della massa muscolare, con un aumento fino al 90% in numero di fibre. Sulla base dei risultati ottenuti in letteratura, Paoli et al. (2004) elaborarono un modello di allenamento simile e ispirato a quello testato su animali, ma riadattato ad un contesto umano in modo che potesse essere praticato durante l'esercizio con i pesi. Il metodo - denominato stretch contrastato - consisteva nel mantenere una contrazione isometrica in massimo stiramento fino a 15-20 secondi a seguito del cedimento muscolare ad ogni serie. Questa tecnica venne confrontata con il rest pause e con le serie multiple tradizionali a moderata intensità (70% 1-RM). Dopo 7 settimane, il gruppo che applicava la tecnica dello stretch contrastato mostrò un incremento della massa muscolare significativamente maggiore rispetto a quello ottenuto dagli altri due gruppi. Questi risultati sono rimasti comunque confinati nel territorio italiano e non valutati dal mondo scientifico internazionale.

### Esercizio e iperplasia
Il metodo dello stretch sovraccaricato usato nei numerosi studi su animali, è uno stimolo artificiale e difficilmente replicabile sull'uomo rispetto alla normale attività muscolare. Per quanto riguarda l'esercizio con sovraccarichi tradizionale, diversi scienziati hanno utilizzato questo metodo su ratti e gatti per studiare il ruolo dell'iperplasia delle fibre muscolari nella crescita muscolare. Gonyea fu il primo a dimostrare l'iperplasia delle fibre muscolari indotta dall'esercizio sui gatti. I gatti vennero addestrati ad eseguire un esercizio di flessione del polso con una zampa anteriore contro la resistenza al fine di ricevere una ricompensa in cibo. La zampa non allenata serviva da controllo per il confronto. La resistenza aumentava con il progredire del programma (sovraccarico progressivo). Si osservò che oltre all'ipertrofia, nel muscolo dell'avambraccio (flessore radiale del carpo) di questi gatti era aumentato il numero di fibre del 19-20%. Dopo aver esaminato le variabili dell'allenamento che favorissero al meglio l'ipertrofia muscolare, gli scienziati scoprirono che la velocità del sollevamento avesse la più alta correlazione ai cambiamenti nella massa muscolare. I gatti che sollevavano il peso in maniera lenta e controllata ottenevano maggiori guadagni di massa muscolare rispetti ai gatti che sollevavano il peso con movimenti rapidi e balistici. Anche ratti sono stati utilizzati anche per studiare la crescita muscolare. In un modello sviluppato da ricercatori giapponesi, i ratti eseguirono lo squat in risposta ad una stimolazione elettrica. Essi scoprirono che il numero di fibre nel muscolo plantare (un muscolo flessore plantare sulla parte posteriore della gamba) era aumentato del 14%. Inoltre, un'altra importante osservazione fu l'evento di iperplasia muscolare. Nel muscolo ipertrofico sono state spesso notate piccole fibre individuali. Inizialmente, alcuni ricercatori credevano che questo fosse un segno di atrofia delle fibre muscolari. Tuttavia, non avrebbe senso per le fibre muscolari atrofizzarsi, mentre il muscolo nel suo complesso subisce ipertrofia. Invece, sembra più sensato attribuire questo fenomeno alla formazione di nove fibre muscolari. Questo potrebbe essere un elemento di prova, sia pure indiretta, che sostiene la possibilità di iperplasia delle fibre muscolari.

### Iperplasia nell'uomo
Il problema principale con gli studi sull'uomo per determinare se l'iperplasia delle fibre muscolari contribuisce all'ipertrofia muscolare, è l'impossibilità di effettuare il calcolo diretto delle fibre muscolari umane. Ad esempio, uno studio ha determinato che il muscolo tibiale anteriore (parte anteriore della gamba) contiene circa 160.000 fibre e altri muscoli potrebbero contenere un numero di fibre 3-4 o più volte maggiore di questo, per tanto è difficile per gli scienziati tenere conto dell'eventuale aumento del numero delle fibre. Di conseguenza, gli studi sull'uomo che hanno evidenziato l'evento di iperplasia muscolare l'hanno determinato in maniera indiretta. Ad esempio, uno studio dimostrò che i bodybuilder e powerlifter d'élite avevano una circonferenza del braccio del 27% superiore ai sedentari di controllo sebbene le dimensioni (cioè l'area della sezione trasversale) delle fibre muscolari degli atleti (nel muscolo tricipite brachiale) non fossero diverse da quelle del gruppo di controllo. Altri ricercatori condussero uno studio trasversale in cui scoprirono che i nuotatori presentavano inferiori dimensioni delle fibre di tipo I e IIa nel muscolo deltoide rispetto ai controlli, nonostante il fatto che la dimensione complessiva del muscolo deltoide fosse maggiore. Altri studi trovarono che i bodybuilder presentavano una circonferenza della coscia del 19% maggiore dei controlli anche se la dimensione media delle loro fibre muscolari non era diversa da quella dei controlli. Inoltre, confrontando il muscolo bicipite brachiale tra culturisti maschi e femmine d'élite, i ricercatori dimostrarono che la sezione trasversale (ipertrofia) del muscolo bicipite era correlata sia all'area delle fibre che al numero. Altri studi, invece, hanno dimostrato che i bodybuilder sono dotati di fibre più grandi invece di un maggior numero di fibre rispetto ad una popolazione di controllo.
Alcuni scienziati hanno suggerito che la ragione per cui molti bodybuilder e altri atleti hanno fibre muscolari delle stesse dimensioni (o inferiori) rispetto ai gruppi di controllo non allenati è dovuto ad una maggiore dotazione genetica delle fibre muscolari. Ovvero, sono nati con più fibre. Se questo fosse vero, allora l'intenso allenamento nel corso degli anni o decenni eseguito dai bodybuilder d'élite ha prodotto mediamente maggiori dimensioni delle fibre. Ciò significherebbe che, alcuni bodybuilder sono nati con un gruppo di fibre di dimensioni sotto la media e l'allenamento è riuscito ad aumentarne la dimensione media.